# ピエリック・カペル
ピエリック・カペル（Pierrick Capelle, 1987年4月15日 - ）は、フランスのサッカー選手。ポジションはMF。アンジェSCO所属。

## 経歴
アマチュアリーグでプレーしていた際、USクヴィイーの監督であるレジス・ブロールの目にとまったため2011年にクヴィイーに入団する。
2012年7月、恩師ブロールが監督を務めるクレルモン・フットに移籍した。
2015年6月、アンジェSCOと契約した。2018-19シーズンは前半戦で19試合に出場するなど、左サイドバックとしてポジションを獲得している。